# Richard Felgenhauer

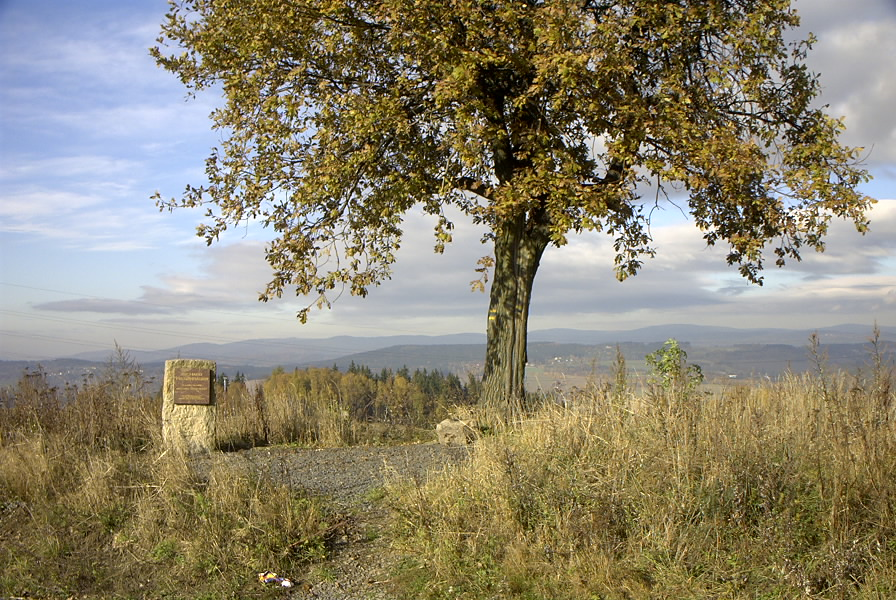
Pomník Richarda Felgenhauera

Richard Felgenhauer (25. září 1895 Rychnov u Jablonce nad Nisou – 21. února 1958 Neugablonz) byl německý malíř, který se věnoval krajinomalbě a v mládí i figurální kresbě.

## Život
Narodil se v domě č. p. 441 Josefu Leopoldovi Felgenhauerovi a Emmě Zappe. Vyrůstal v malířské rodině a po školení na odborné škole v Jablonci nad Nisou odešel studovat na uměleckoprůmyslovou školu ve Vídni. V raném období se věnoval i figurální kresbě, těžiště jeho tvorby je však v krajinomalbě, v němž dokumentoval obraz krajiny okolí svého působení. Jeho díla byla vystavena na přelomu let 1996 a 1997 v Městské galerii My v Jablonci nad Nisou. Díky svému talentu se dostal z Vídně do Berlína (1918-1920), ale jeho stesk po domově byl silnější, a tak se vrátil do rodného kraje. V Rychnově působil až do roku 1945, kdy byl vysídlen z Československa společně s ostatními Němci. Odešel do Neugablonzu, kde 21. února 1958 zemřel. Ve svém díle se inspiroval krajinou Jizerských hor, ovlivnil ho i pobyt v Berlíně a cesta do Itálie. Měl bratra Oskara Felgenhauera, který zahynul v bojích 1. světové války.
Na hřebeni pod Kopaninou dnes Felgenhauera připomíná nejen pomníček, ale i tabule naučné stezky Jany a Josefa V. Scheybalových, která propojuje Jablonec nad Nisou s Turnovem a v Rychnově i okolí přibližuje mnoho zajímavého ze zapomenuté historie kraje.